# Tortues de Bristol
Pour les articles homonymes, voir tortue (homonymie), Bristol et Elmer.

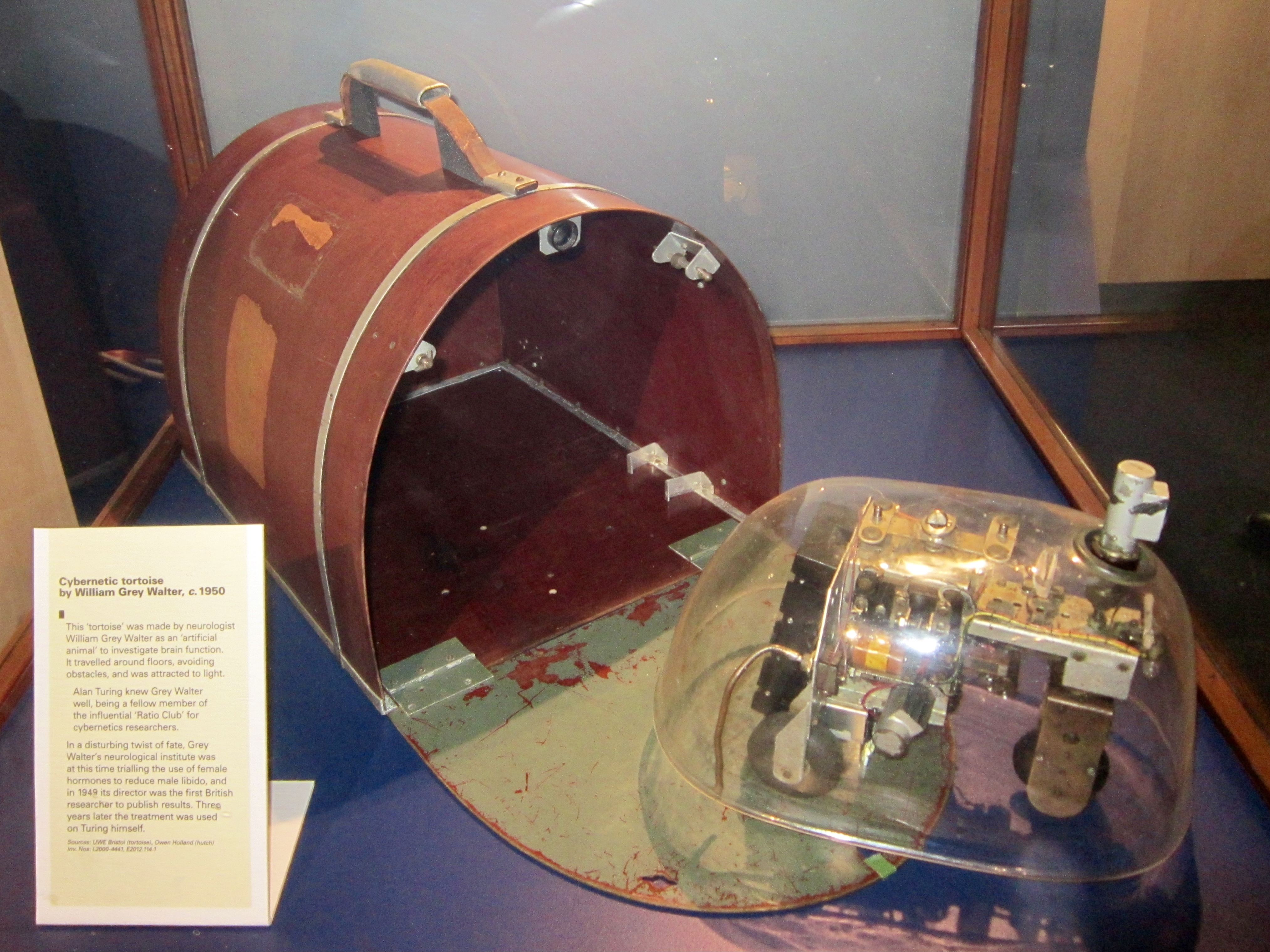
Tortue cybernétique de William Grey Walter, 1950.

Les tortues de Bristol (en anglais : Bristol's Robot Turtoises) sont des dispositifs automobiles automatiques, deux robots inventés par le neurophysiologiste William Grey Walter à l’Institut de neurologie Burden situé à Bristol à partir de 1947 au moment où se met en place la cybernétique.

## Description
Elmer et Elsie, acronymes composites pour ELectro MEchanical Robots, Light Sensitive : c'est ainsi que Walter nomma ses deux premières tortues qui avaient en réalité la taille d'un petit chien. Qualifiées de Machina speculatrix en références aux travaux de René Descartes, ces dispositifs sont considérés comme étant les premiers robots électroniques autonomes, bien qu'il faille manier avec précaution ici le principe d'autonomie, autrement complexe. Ces machines reproduisent le mécanisme de l'apprentissage par acquisition de réflexes conditionnés. 

## Comportement
Les tortues Elmer et Elsie repéraient les sources de lumière de faible intensité dans les environs et tournaient autour d'elles. Elles pouvaient contourner les obstacles et éviter les sources de lumière plus vives qui avaient pour effet de les brûler, mais lorsque leurs batteries commençaient à faiblir, elles étaient, au contraire, attirées par une source lumineuse pour y puiser leur énergie. En plus, elles étaient dotées d'un système d'identification de la lumière avec le son de telle sorte que la reproduction simultanée de ces deux signaux à plusieurs reprises les entraîne à réagir au son seul, par association du son avec la lumière. C'était la reproduction du fonctionnement du réflexe conditionné, jusque-là propriété exclusive de la vie.
L'invention des tortues électroniques incita de nombreux chercheurs à développer la vie artificielle, autrement dit à tenter de reproduire sous forme de machines la vie dans toute sa complexité, le point névralgique ou central restant le cerveau comme centre de prise de décision autonome et autocognitif. Leur tendance à explorer leur environnement (d’où leur nom de Machina speculatrix), leur comportement réflexe simple vis-à-vis de la lumière en fonction de son intensité et leur capacité d'adaptation par réflexe conditionné inaugurait ce qui sera appelé bien plus tard, la robotique.

## Autres dispositifs
De nombreux dispositifs reproduisant de manière artificielle la vie sont nés après ceux de Grey Walter dont le renard électronique d'Albert Ducrocq et le chariot industriel autonome de type Zebulon.